# Fagopyrum zuogongense
Fagopyrum zuogongense là một loài thực vật có hoa trong họ Rau răm. Loài này được Q.F.Chen mô tả khoa học đầu tiên năm 1999.